# Charles Dupuis (éditeur)
Pour les articles homonymes, voir Charles Dupuis et Dupuis (homonymie).
Charles Dupuis, né le 10 juin 1918 à Marcinelle (province de Hainaut) et mort le 14 novembre 2002, est un éditeur de bande dessinée belge. Avec son frère Paul, il dirigea les éditions Dupuis, créées par son père Jean Dupuis en 1922. 
En 1938, il entre à 20 ans dans l'entreprise familiale. Il édite de nombreuses séries, notamment Spirou et Fantasio, Les Schtroumpfs de Peyo, Lucky Luke de Morris, Boule et Bill de Jean Roba, ainsi que Gaston. André Franquin fait d'ailleurs de lui un personnage récurrent de Gaston sans jamais représenter son visage. Fortement associé à la maison d'édition qui porte son nom, il continue à faire des apparitions dans la série Le Boss de Bercovici et Zidrou, pourtant publiée après sa mort.

## Biographie
Charles Dupuis naît le 10 juin 1918 à Marcinelle. Il est le fils de Jean Dupuis, imprimeur dans la même localité. En 1938, Jean veut lancer en complément à ses hebdomadaires familiaux un journal pour la jeunesse, dont le titre Spirou est choisi en conseil de famille et qui désignait en wallon un gamin espiègle et déluré.
C’est le jeune Charles en lecteur assidu du Journal de Toto, qui propose d’approcher le dessinateur vedette de celui-ci, Rob-Vel de Paris, pour assurer la création graphique du personnage symbolisant la nouvelle publication. Il vient de trouver son orientation. Le Journal de Spirou est sa création auquel il se consacrera durant plus de 50 ans.
Il meurt le 14 novembre 2002, à l'âge de 84 ans,,.
La réalisatrice et scénariste Fanny Desmarès qui est entrée dans la famille par alliance en garde le souvenir : « Je me souviens avec tendresse d'un homme drôle, farceur, chaleureux qui, même s'il avait arrêté son activité lorsque je l'ai rencontré, vouait toujours une admiration sans bornes à "ses" artistes, à "sa" famille, à Marcinelle... ».

#### Livres
: document utilisé comme source pour la rédaction de cet article.
- Hugues Dayez, Le Duel Tintin - Spirou, Bruxelles, Tournesol Conseils SPRL - Éditions Luc Pire, 1997, 255 p. (ISBN 2-930088-49-4, présentation en ligne)
- Jacques Fiérain, « Dupuis, Charles », dans La BD à Bruxelles et en Brabant, Charleroi, Éd. l'Âge d'or, avril 2003, 144 p., ill. ; 31 cm (ISBN 9782960119664 et 2960119665, OCLC 470388171, présentation en ligne), p. 45
- Patrick Gaumer, « Dupuis, Charles », dans Dictionnaire mondial de la BD, Paris, Larousse, 2010, 953 p., ill. ; 27 cm (ISBN 978-2-0358-4331-9 et 2-0358-4331-6, OCLC 920924930, présentation en ligne), p. 281-282. .
- Christelle et Bertrand Pissavy-Yvernault, La Véritable Histoire de Spirou, vol. 1, Marcinelle, Dupuis, janvier 2013, 311 p., ill. ; 31 cm (ISBN 978-2-8001-5707-8, présentation en ligne)
- Christelle et Bertrand Pissavy-Yvernault, La Véritable Histoire de Spirou, vol. 2, Marcinelle, Dupuis, 15 janvier 2016, 335 p., ill. ; 31 cm (ISBN 978-2-8001-6364-2, OCLC 936571365, présentation en ligne)
- François Ayrolles, « Charles Dupuis tente d'embaucher Hergé », dans Moments clés du journal de Spirou 1937-1985, Marcinelle, Dupuis, coll. « Patrimoine », 2 mars 2018, 312 p., ill. ; 20,8 cm (ISBN 9782800171142 et 2800171146, OCLC 1034784873, présentation en ligne), p. 18-19.

#### Périodiques
- Hugues Dayez, « Monsieur Charles prend deux ailes », BoDoï, no 59,‎ janvier 2003, p. 10.

#### Articles
- M. Archive, « Charles Dupuis, l’épopée d’un précurseur de la bande dessinée », ActuaBD,‎ 23 novembre 2002 (lire en ligne, consulté le 20 septembre 2023).
- A.H., « Série d’été (1/7) : Brabant wallon, terre de... BD : le Brainois Charles Dupuis a lancé les carrières de légendes de la BD », L'Avenir,‎ 9 juillet 2023 (lire en ligne , consulté le 29 novembre 2023).

### Émissions de télévision
- La bande dessinée en Belgique sur Sonuma, Franquin (Intervenant), Mittéï (Intervenant), Raymond Leblanc (Intervenant), Charles Dupuis (Intervenant), André Secretin (Journaliste), émission Antenne Soir diffusée sur la RTB le 26 décembre 1969 (11 min 35 s).